# Isaak Sztejnberg
Isaak Zacharowicz Sztejnberg, Isaac Steinberg, ros. Исаак Захарович Штейнберг (ur. 13 lipca 1888 w Dyneburgu, zm. 2 stycznia 1957 w Nowym Jorku) – komisarz ludowy (minister) sprawiedliwości Rosyjskiej Republiki Radzieckiej/RFSRR (1917–1918).

## Życiorys
Studiował na Uniwersytecie Moskiewskim, działacz partii eserowców, aresztowany i w 1907 skazany na dwa lata zesłania do guberni tobolskiej, później wyemigrował na pewien czas do Niemiec, po powrocie do Rosji pracował jako adwokat w Ufie. Od 1917 komisarz rolnictwa Ufijskiego Komitetu Wojskowo-Rewolucyjnego, od grudnia 1917 działacz Lewicowych Eserowców. W grudniu 1917 w demokratycznych wyborach do Zgromadzenia Ustawodawczego Rosji wybrany na deputowanego z listy partii eserowców (okręg ufijski). Od grudnia 1917 do 1918 członek KC Partii Lewicowych Eserowców. Od 25 grudnia 1917 do 18 marca 1918 ludowy komisarz sprawiedliwości Rosyjskiej Republiki Radzieckiej/Rosyjskiej FSRR, równolegle kierownik wydziału Ludowego Komisariatu Sprawiedliwości RFSRR i szef Zarządu Więzień Ludowego Komisariatu Sprawiedliwości RFSRR. Kwestionował aresztowania przeprowadzane przez Czeka, niejednokrotnie uwalniając więźniów (m.in. Władimira Burcewa), wszedł w konflikt z Feliksem Dzierżyńskim. Próbował poddać działania Czeka nadzorowi innych resortów. Zgodnie z projektem Sztejnberga „Aresztowanie i wszczynanie spraw posłów do Zgromadzenia Ustawodawczego i innych osób, których zatrzymanie ma wybitne znaczenie polityczne, nastąpić ma tylko za zgodą Komisariatów Ludowych: Sprawiedliwości i Spraw Wewnętrznych”. Wnioskował też, by zadania Czeki ograniczyć do działań wstępnych a śledztwo powierzyć komisji śledczej przy Trybunale.
Zaprotestował przeciw dekretowi z 21 lutego 1918 o rozstrzeliwaniu bez sądu nieprzyjacielskich agentów, spekulantów, grabieżców, chuliganów i kontrrewolucyjnych agitatorów. Podał się do dymisji wraz z innymi eserowskimi komisarzami w proteście przeciw zawarciu traktatu brzeskiego, wyjechał do Kurska organizować eserowską partyzantkę antyniemiecką.
10 lutego 1919 aresztowany przez Czeka, w czerwcu 1919 zwolniony. W roku 1923 wyjechał za granicę, został pozbawiony obywatelstwa ZSRR. W latach 1923–1933 przebywał w Niemczech, współpracował z tzw. Międzynarodówką Wiedeńską. Po dojściu NSDAP do władzy w Niemczech wyemigrował w 1933 do Wielkiej Brytanii. W latach 1939–1943 mieszkał w Australii, następnie w USA, gdzie zmarł. Autor wspomnień.
Jego bratem był filozof Aaron Steinberg, synem – amerykański historyk sztuki i krytyk Leo Steinberg.